# 威廉·理查·拉凡德
威廉·理查·拉凡德（英語：William Richard Lavender，1877年—1915年8月13日）是一位英国画家，代表作品有《首次观测到金星凌日》等。威廉·理查·拉凡德被埋葬在紹斯波特的杜克街公墓（第6486号）。